# محمد عدنان سالم
محمد عدنان سالم (1351- 1443 هـ/ 1932- 2022 م) كاتب و وناشر سوري، ومؤسس دار الفكر للطباعة والتوزيع والنشر بدمشق، ومديرها العام إلى وفاته. أسهم في تأسيس اتحاد الناشرين العرب، وعُيِّن نائبًا لرئيس مجلس إدارته. وهو مؤسس اتحاد الناشرين السوريين ورئيسه سابقًا. وعضو مراسل بمجمع اللغة العربية بدمشق.

محمد عدنان سالم في شبابه

## نشأته وتعليمه
بعد عودة الحاج حسن عبد القادر سالم (والده) إلى سوريا من غربته بالأرجنتين، وتأثره بالداعية المرشد الشيخ علي الدقر تزوَّج من أسرة دمشقية متدينة، وعد إن جاءه الولد البكر صبيًّا فسينذره للعلم وخدمة الأمَّة، وتحقق الحلم ووُلد الطفل محمد عدنان في دمشق الفيحاء يوم الثلاثاء 20 جُمادى الأولى 1351هـ الموافق 20 سبتمبر 1932م. نشأ الطفل هادئًا على غير عادة الأطفال، جادًّا في لعبه واهتماماته، متفوقًا ومتمتعًا بذكاء متميِّز، وهذا ما لاحظه والدُه عليه، فألحقه حين بلغ السادسة من عمره بمدرسة سعادة الأبناء التي كانت من خير مدارس دمشق، وتشرف عليها الجمعية الغرَّاء التي درَّس فيها أهم علماء دمشق: كالشيخ عبد الوهاب الحافظ، وعبد الكريم الرفاعي، وعبد الرحمن الزعبي، ومحمد خير عرقسوسي، وعبد الرؤوف أبو طوق، وخالد الجباوي، وأحمد منصور المقداد. وتخرَّج فيها عددٌ كبير من العلماء والشخصيات المميزة. وتابع محمد عدنان دراسته فيها، ولمَّا وصل إلى الصف الثامن تقدَّم للامتحان الحر لشهادة الإعدادية العامة. وبعدما نجح عاد لدراسته في معهد العلوم الشرعية التابع للجمعية إلى أن حاز على الشهادة الثانوية العلمية سنة 1949، كما نال الثانوية الشرعية سنة 1950.
انتسب إلى معهد الحقوق بالجامعة السورية (كلية الحقوق بجامعة دمشق)، وتأثر بالحياة الجامعية الثقافية الفوَّارة، وبالصراع الفكري الذي كان محتدمًا وجارفًا حينئذ، وحصل على الإجازة بالحقوق (بكالوريوس) عام 1954، وعمل في المحاماة ستة أشهر فقط بين عامي 1956 و1957، فلم تقنعه هذه المهنة، وقد تأثر بأفكار الشيخ محيي الدين القليبي التونسي الذي كان معروفًا باستنهاض الشباب العربي والمسلم للدفاع عن تاريخه وحضارته وحقه في الوجود.

## تأسيسه دار الفكر
أسس دار الفكر بدمشق عام 1377هـ/ 1957م مع شريكيه محمد الزعبي وأحمد الزعبي، وكان مديرَها العام حتى وفاته. ويُعَدُّ محمد عدنان سالم أحدَ المثقفين العرب الأكثر شهرة في عالم النشر في العالم الإسلامي، وأيضًا في عالم الكتب والتأليف، ومنح حركة النشر في العالم العربي والإسلامي معناها الحضاري والثقافي، برؤيته وخبرته الكبيرة التي اكتسبها على مدار أكثر من ستين عامًا، واستحقََّ عن جدارة لقب "رائد النشر في العالم الإسلامي". آمن بحرية الفكر والتفكير وكره فرض الوصاية على القارئ، وأعجب بفكر مالك بن نبي وجودت سعيد وعبد الوهاب المسيري ومن كان صاحب رأي في الحضارة ونهوض المسلمين. وأسهم في تأسيس الدار السودانية للنشر في الخرطوم مع الأستاذ عبد الرحيم مكاوي، ودار الحكمة اليمانية في صنعاء، ودار الكوثر في الرياض، ودار الفكر في الجزائر.

## المناصب
- رئيس اللجنة التحضيرية للناشرين السوريين عام 1994- 2005.
- نائب رئيس اتحاد الناشرين العرب 1995- 2007.
- رئيس اللجنة العربية لحماية الملكية الفكرية 1995- 2007.
- رئيس اتحاد الناشرين في الجمهورية العربية السورية لغاية عام 1991- 2011.[2]
- عضو مراسل بمجمع اللغة العربية بدمشق منذ عام 2016.[5]

## مؤلفاته
- القراءة أولاً 1993
- هموم ناشر عربي 1994
- أضواء على كتاب الجهاد في الإسلام 1995
- الكتاب العربي وتحديات الثقافة 1996.
- المذكرة الشخصية الدائمة 1997.
- مراتع المؤمنين في رياض الصالحين 1999.
- الكتاب في الألفية الثالثة: لا ورق ولا حدود 2000
- أمريكة والإرهاب 2000
- على خط التماس مع الغرب 2005
- لمكة كلمة لو تقولها 2006
- وللحج مقاصد.. لو نجتهد لتلبيتها 2007

### مؤلفات بالمشاركة
- المعجم المفهرس لمعاني القرآن العظيم 1-2 1996
- تسريع القراءة وتنمية الاستيعاب 1996.
- معجم تفسير كلمات القرآن 1996
- الاستنساخ: جدل العلم والدين والأخلاق 1997.
- التفسير الوجيز ومعجم معاني القرآن العزيز 1997.
- معجم كلمات القرآن العظيم 1997.
- الموسوعة القرآنية الميسرة 2002.
- مشكلات في طريق النهوض 2003.[2]

## وفاته
توفي محمد عدنان سالم في دمشق، عصر يوم الجمعة 19 شوال 1443هـ الموافق 20 مايو (أيار) 2022م، وصُلِّيَ عليه عقب صلاة ظهر اليوم التالي السبت في جامع الخير بحيِّ المهاجرين، ودُفن بمقبرة الباب الصغير.

## وصلات خارجية
- حديث الذكريات مع د. محمد عدنان سالم، حاوره جاسم المطوِّع
- عدنان سالم.. ناشر الفكر الإسلامي المعاصر ومهندس التوازنات
- فيلم عن حياة الأستاذ محمد عدنان سالم مدير عام دار الفكر رحمه الله
- بروفايل | محمد عدنان سالم.. مؤسس دار الفكر
- بين المفكر مالك بن نبي و الأستاذ محمد عدنان سالم